# 莫德·范德梅尔
莫德·范德梅尔（荷蘭語：Maud van der Meer，1992年5月20日—）生于于登，是一名荷兰女子游泳运动员，主攻自由泳和混合泳。她童年时便开始练习游泳，16岁时移居至埃因霍温。她的丈夫是一名体育教练，两人的儿子于2018年出生。她也因为怀孕的关系于2017年世锦赛后暂别赛场，直到2019年才复出。